# Johann Josef Lücker

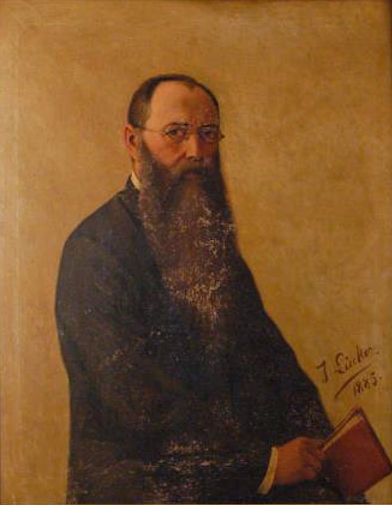
Selbstporträt, 1883

Johann Josef Hubert Lücker, auch Joseph Lücker (* 24. Juli 1821 in Linn, Kreis Krefeld; † 18. Dezember 1900 in Roermond, Provinz Limburg, Niederlande), war ein deutscher Porträt-, Genre-, Landschafts- und Kirchenmaler.

## Leben

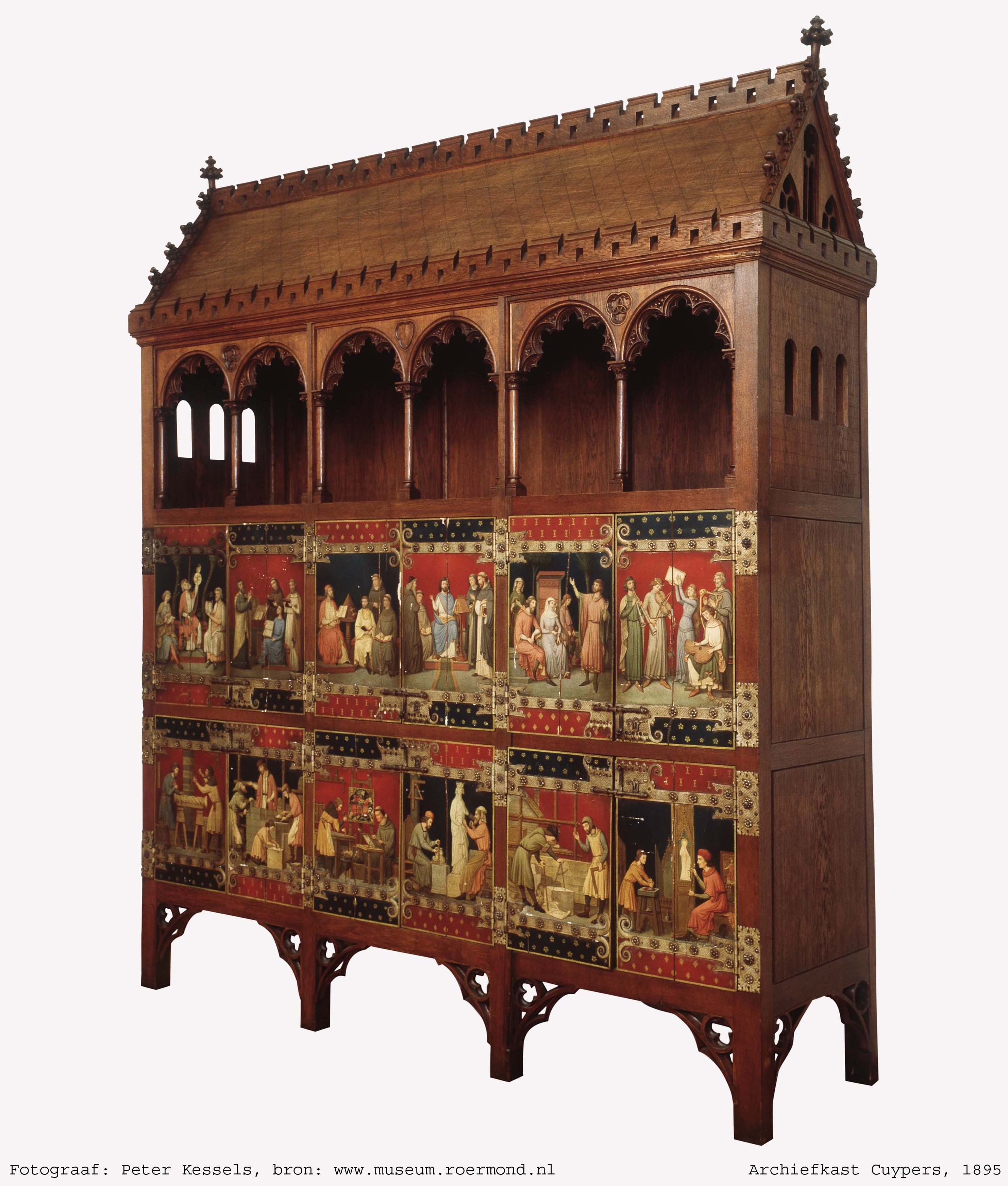
Malerei von Lücker auf einem Archivschrank von Pierre Cuypers, 1890er Jahre

Lücker arbeitete anfangs als Dekorationsmaler im Raum Krefeld, Düsseldorf und Köln. Er heiratete Catharina Elisabeth Esters (1823–1893). Im Jahr 1849 ließ er sich im damals dem Deutschen Bund angehörenden Roermond nieder. Dort war er von 1863 bis 1892 als Kirchenmaler für das Atelier von Pierre Cuypers und Frans Stoltzenberg (1805–1875) tätig. Insbesondere schuf er Altargemälde und Kreuzwegstationen. Außerdem malte und zeichnete er Porträts sowie Genre- und Landschaftsdarstellungen.
Bei Kreuzwegen für das Münster von Roermond und in der Sankt-Urbanus-Kirche in Duivendrecht (1885), die er beide für Cuypers malte, lehnte er sich an Darstellungen von Louis Hendrix (1827–1888) und Franz Vinck in der Liebfrauenkathedrale von Antwerpen an.
Im Alter von 79 Jahren starb Lücker in Roermond. Der Maler Eugène Lücker (1876–1943) und der Bildhauer Karel Lücker (1882–1958) waren seine Enkel.